# 이상훈 (1969년)
이상훈(李尙勳, 1969년 9월 26일 ~ )은 대한민국 서울특별시의회 의원이다.

## 경력
- 서울특별시 정책자문특별보좌관
- 더불어민주당 서울특별시당 도시재생특별위원회 위원장
- 2018년 7월 1일 ~ 2022년 6월 30일 : 제10대 서울특별시의회 의원
- 2022년 7월 1일 ~ 현재 : 제11대 서울특별시의회 의원

## 역대 선거 결과
|  | 61.85% |

|  | 50.30% |